# Armond Jean Berthelot
Armond/Armand Jean Berthelot (11 juillet 1894 à Saint Marc - 19 septembre 1961) est un as de l'aviation français de la Première Guerre mondiale, au cours de laquelle il remporte onze victoires aériennes homologuées, en grande partie sur des avions d'observation ennemis.

## Biographie
Le 8 octobre 1912, Berthelot s'engage dans l'armée française pour trois ans. Dans un premier temps, il est envoyé servir au sein du 3e régiment de dragons. Il est promu au grade de brigadier le 3 août 1913, puis maréchal-des-logis le 2 avril 1915.
Le 5 novembre 1916, il commence une formation pour devenir pilote ; à l'issue de cette formation, il reçoit le brevet de pilote no 5703, qui lui est décerné le 18 mars 1917. Il reçut également le macaron de pilote métallique numéro B 12 324. Il est affecté, le 22 mai 1917, à l'Escadrille 365 responsable de la défense de Paris. Deux mois plus tard, le 27 juillet, Berthelot est transféré à l'Escadrille N15 (le « N » signifiant que les pilotes de l'escadrille volaient sur des Nieuports).
Le 24 mars 1918, il détruit son premier ballon d'observation allemand (Drachen). Le 12 avril, il en abat un deuxième au-dessus de Mézières. Volant à présent sur des SPAD, il remporte plusieurs victoires sur des avions de reconnaissance allemands : trois en mai, dont une partagée avec Bernard Artigau ; une autre le 6 juin. Un mois plus tard, le 7 juillet 1918, il reçoit la Médaille militaire ; puis plus tard la Croix de Guerre, avec dix palmes et une étoile de bronze. Le 14 août, il est à nouveau victorieux et abat un avion d'observation Rumpler C. Berthelot remportera alors deux nouvelles victoires en septembre 1918, puis un doublé le 9 octobre, et finira la guerre avec onze victoires homologuées.
Le 25 avril 1919, Armand Jean Berthelot est fait chevalier de la Légion d'honneur.
Dès 1940, il sera un des premiers résistants en organisant le 21 août 1940 le départ de Pau de 19 avions pour l'Afrique du Nord. Par la suite son action lui vaudra une citation exceptionnelle le 2 avril 1946 signée du général de Gaulle. Il finit par atteindre le grade de Commandeur de la légion d'honneur.
Berthelot décède le 19 septembre 1961. Il repose dans le cimetière de Villemomble (Seine-Saint-Denis).

## Ouvrages
- (en) Norman Franks, Over the front : a complete record of the fighter aces and units of the United States and French Air Services, 1914-1918, Londres, Grub Street, 1992 (ISBN 978-0-948817-54-0 et 0-948-81754-2, lire en ligne).